# Widawa (gmina w województwie wrocławskim)
Widawa – dawna gmina wiejska istniejąca w latach 1946–1954 w woj. wrocławskim (dzisiejsze woj. dolnośląskie). Siedzibą władz gminy była Widawa (obecnie osiedle Wrocławia).
Gmina Widawa powstała po II wojnie światowej na terenie tzw. Ziem Odzyskanych (tzw. II okręg administracyjny – Dolny Śląsk). 28 czerwca 1946 gmina – jako jednostka administracyjna powiatu wrocławskiego – weszła w skład nowo utworzonego woj. wrocławskiego. Gmina Widawa stanowiła eksklawę powiatu wrocławskiego, odciętą od niego fizycznie poprzez obszar miasta na prawach powiatu Wrocławia. 1 stycznia 1951 z gminy Widawa wyłączono obręb katastralny Sołtysowice (należący do gromady Polanowice), włączając go do miasta Wrocławia.
Według stanu z 1 lipca 1952 gmina składała się z 5 gromad: Lipa Piotrowska, Polanowice, Rędzin, Świniary i Widawa. Gmina została zniesiona 29 września 1954 wraz z reformą wprowadzającą gromady w miejsce gmin. Jednostki nie przywrócono 1 stycznia 1973 wraz z kolejną reformą reaktywującą gminy - zamiast tego wszystkie miejscowości zostały przyłączone do Wrocławia.